# 四社神社
四社神社（しじゃじんじゃ）という神社は日本各地にある。他の「○社神社（○柱神社・○所神社）」と同様、4つの神社を合祀したもの、あるいは、当初から4柱の神を祀る神社として創建されたものである。よって祭神は一定ではなく、それぞれの四社神社の間に直接の関係はない。
- 四社神社 (横芝光町)（千葉県山武郡横芝光町） -- 祭神 : 速須佐之男命・天津兒屋根命・別雷命・菅原道真
- 四社神社 (天理市)（奈良県天理市） -- 祭神 : 天照皇大神・一言主神・住吉大神・熊野大神・伊弉册命
- 四社神社 (御杖村)（奈良県宇陀郡御杖村） -- 祭神 : 天照大神・春日大神・八幡大神・熊野大神
- 四社神社 (笠岡市)（岡山県笠岡市） -- 祭神 : 丹生都比賣神・仲哀天皇・高野日子命・市杵嶋姫命
- 四社神社熊野神社（高知県高知市） -- 祭神 : 丹生都比女神・高野御子神 ほか
- 四社神社 (福岡市)（福岡市東区） -- 祭神 : 神功皇后・住吉大神・志賀大神・塩土翁神